# Commoptera affinis
Commoptera affinis är en tvåvingeart som beskrevs av Borgmeier 1971. Commoptera affinis ingår i släktet Commoptera och familjen puckelflugor. Inga underarter finns listade i Catalogue of Life.